# Ľudovít Štúr
Ľudovít Štúr (a maga korában Ludevít Velislav Štúr) magyarul Stúr Lajos (Zayugróc, 1815. október 28. – Modor, 1856. január 12.) a szlovák nemzeti mozgalom vezetője, a szlovák irodalmi nyelv megteremtője, az 1848–49-es forradalom és szabadságharc ellen harcoló szlovák önkéntes résztvevőinek toborzója, egy, a Magyar Királyság országgyűlésében is részt vevő politikus, költő, író, újságíró, tanár, filozófus és nyelvész volt. Dalai politikailag jelentősebbek, mint költészeti szempontból.

## Életpályája
1815-ben született Štúr Sámuel és Mihalecz Anna gyermekeként Zayugrócon. 1827 és 1829 között Győrött tanult. 1836–1838-ban és 1840–1843-ban a pozsonyi evangélikus kollégiumban folytatta tanulmányait, a teológiát Halléban végezte. 1841-ben a Pozsonyi Evangélikus Líceumban Juraj Palkovič szláv nyelvtanárt helyettesítette; azonban már itt megkezdett nemzeti függetlenségi agitációiért többszörös vizsgálat után kénytelen volt ezen állást elhagyni. Neheztelésének röpiratokban adott kifejezést, egyúttal az augsburgi Allgemeine Zeitungban szenvedélyes hangon támadta az elnyomó politikát.
1845-ben a bécsi kormánytól nyert engedéllyel megindította a Slovenskje Narodné Noviny című politikai napilapot, szépirodalmi melléklappal, az Orol Tatransky-val; ezekben a magyar elnyomás ellen tiltakozott és az addig használt Bernolák-féle cseh-szlovák nyelvvel szakítva, a később használt szlovák irodalmi nyelven (liptó–túróc–zólyomi nyelvjárással), azt megalapítva kezdett írni.
Országgyűlési képviselősége 1847-ben kezdődött, egy évig vett részt a parlament munkájában, ahol 5 jelentős beszédet mondott. Az 1848–49-es forradalom idején belekezdett a szlovák követelések ismertetésébe (többek között autonómia a szlovákoknak Magyarországon belül, jobbágyság eltörlése, stb.), megszervezte a magyar uralom elleni szlovák felkelést, de nem járt sikerrel, 1849-ben a magyar forradalommal együtt lényegében a szlovák is elbukott, ugyanis ekkor a Habsburgoknak már nem volt szüksége a szlovákok segítségére.
Ezután visszaköltözött szüleihez Zayugrócra, ahol az irodalomnak szentelte életét (1850–1856). 1856-ban Modoron vadászbaleset következtében meghalt. Modoron temették el.
A szlovák történelem nemzeti narratívájának központi figurája lett. Főként ennek köszönhető többek között hogy a jelenlegi történelmi szemlélet egyoldalúan a szlovák felkelés szemszögéből tekint az 1848-1849-es szabadságharc eseményeire, annak ellenére hogy Ľudovít Štúr az országgyűlésben maga is a nép jogaiért és gazdasági felemeléséért küzdött, majd társaival mégis a császár oldalán harcolt a magyar reformok ellen.

## Emlékezete

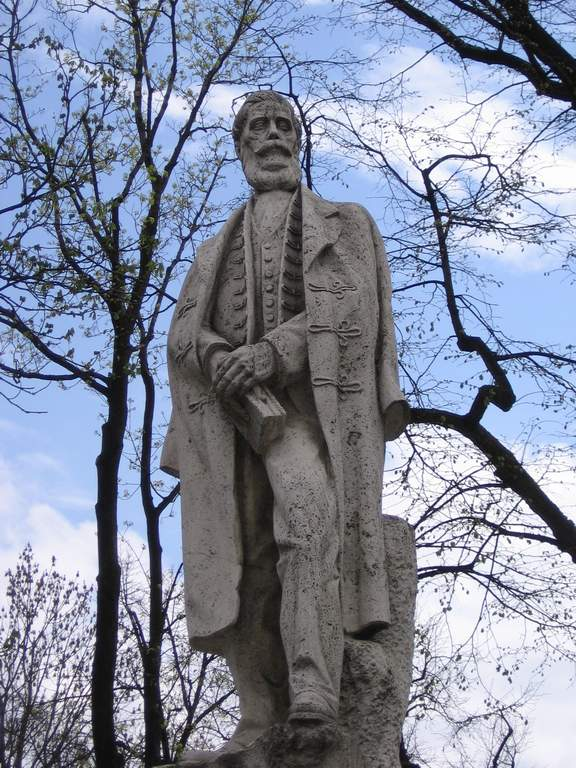
Ľudovít Štúr emlékműve, Lőcse
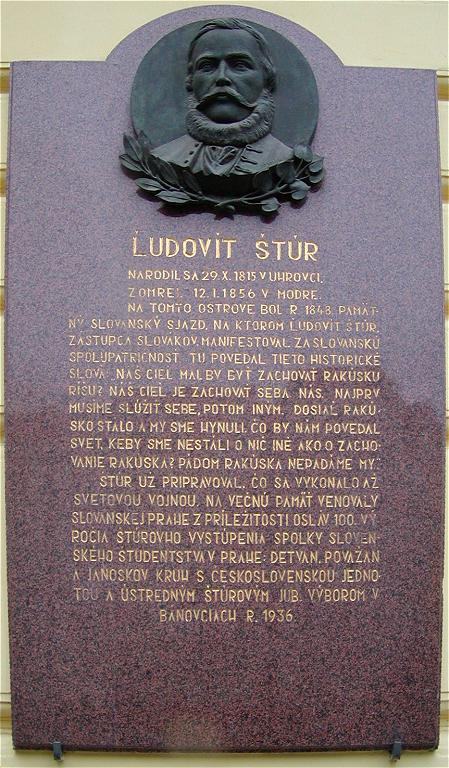
Ľudovít Štúr emlékműve, Prága, Žofín

- Párkányt a csehszlovák kormány 1948-ban Ľudovít Štúr után nevezte át (Štúrovo)
- Számos intézmény és közterület viseli nevét, számos művészi ábrázolás (szobor, festmény) fő alakja, vagy témája
- Arcképe látható volt a szlovák 500 koronás bankjegyen
- Róla nevezték el a 3393 Štúr kisbolygót

## Művei
- Klagen und Beschwerden der Slovaken wider die Uebergriffe der Magyaren. Leipzig, 1844
- Das neunzehnte Jahrhundert und der Magyarismus. Leipzig, 1845
- Nárečja Slovenskuo alebo potreba písaňja v tomto nárečí, 1846
- Nauka reči Slovenskej, 1846
- Das Slawenthum und die Welt der Zukunft, 1851 (Slavjanstvo i mir buduščego. 1867)
- O národních písních a pověstech plemen slovanských. Praha, 1853 (A szláv törzsek népdalairól és mondáiról)
- Spěvy a písne. Pozsony, 1853 (Énekek és dalok)

1845–1848 között kiadta az Orol Tatránski című lapot Pozsonyban.